# Микица Бојанић
Микица Бојанић (Нови Сад, 2. јун 1978) је српски певач, син певача Милоша Бојанића и млађи брат певача Банета Бојанића. Издао је три албума и неколико синглова. Учествовао је у ријалити програму Задруга. Са супругом Душицом има троје деце. Дуго година је живео у Канади.

## Дискографија
Албуми
- Микица Бојанић (2001)
- Дајте ми неки алкохол (2002)
- Микица Бојанић (2004)

Синглови
- Луткица (2001)
- Рањен орао (2001)
- Дајте ми неки алкохол (2002)
- Пауза (2004)
- Није пријатно (2007)
- Очи су њене ко небо плаве (2022)
- Стани (2023)